# Stephaniplatz
Der Stephaniplatz [ʃtɛˈfaːniˌplat͡s] ist ein Schmuck- und Spielplatz im Leipziger Stadtteil Reudnitz. Er ist benannt nach dem Politiker und Vizebürgermeister von Leipzig Eduard Stephani (1817–1885). Der Stephaniplatz steht unter Denkmalschutz.

## Lage und Gestaltung
Der Stephaniplatz erstreckt sich zwischen Täubchenweg und Dresdner Straße. Im Westen wird er durch die Crusiusstraße begrenzt und im Osten vom Täubchenweg her durch die Breitkopfstraße, bis er sich im letzten Drittel bis zur Augustenstraße verbreitert.
In diesem nordöstlichen Teil befindet sich in der Mitte ein von einem Kettenzaun umgebenes Rondell, in dem sich ein Feld weißer Rosen erstreckt, umgeben von einem Rand roter Rosen. Am Rand zur Dresdner Straße steht der Apelstein Nr. 42 als Markierung des Standorts des III. preußischen Korps bei der Erstürmung Leipzigs am 19. Oktober 1813.
Auf der westlichen Seite des Platzes befindet sich in der Mitte über die halbe Länge des Platzes ein Spiel- und Sportgelände, das terrassenförmig aufgebaut ist. Es beinhaltet eine Kletterpyramide, einen Rutschturm, eine Kletterwand, ein Springnetz und eine Kletterhalbkugel. Zwei Spielröhren durch einen Damm wecken die Abenteuerlust. Es sind ein Fußballplatz, ein Tischtennisplatz und Sandspielflächen vorhanden. Das Spielgelände umgibt eine flach abfallende Rollerbahn von 150 Meter Länge.
Kunst zum Mitmachen bietet auf dem Platz einmal in der Woche der Kunst-Koffer-Wagen des Soziokulturellen Stadtteilzentrums Mühlstraße 14 e.V.

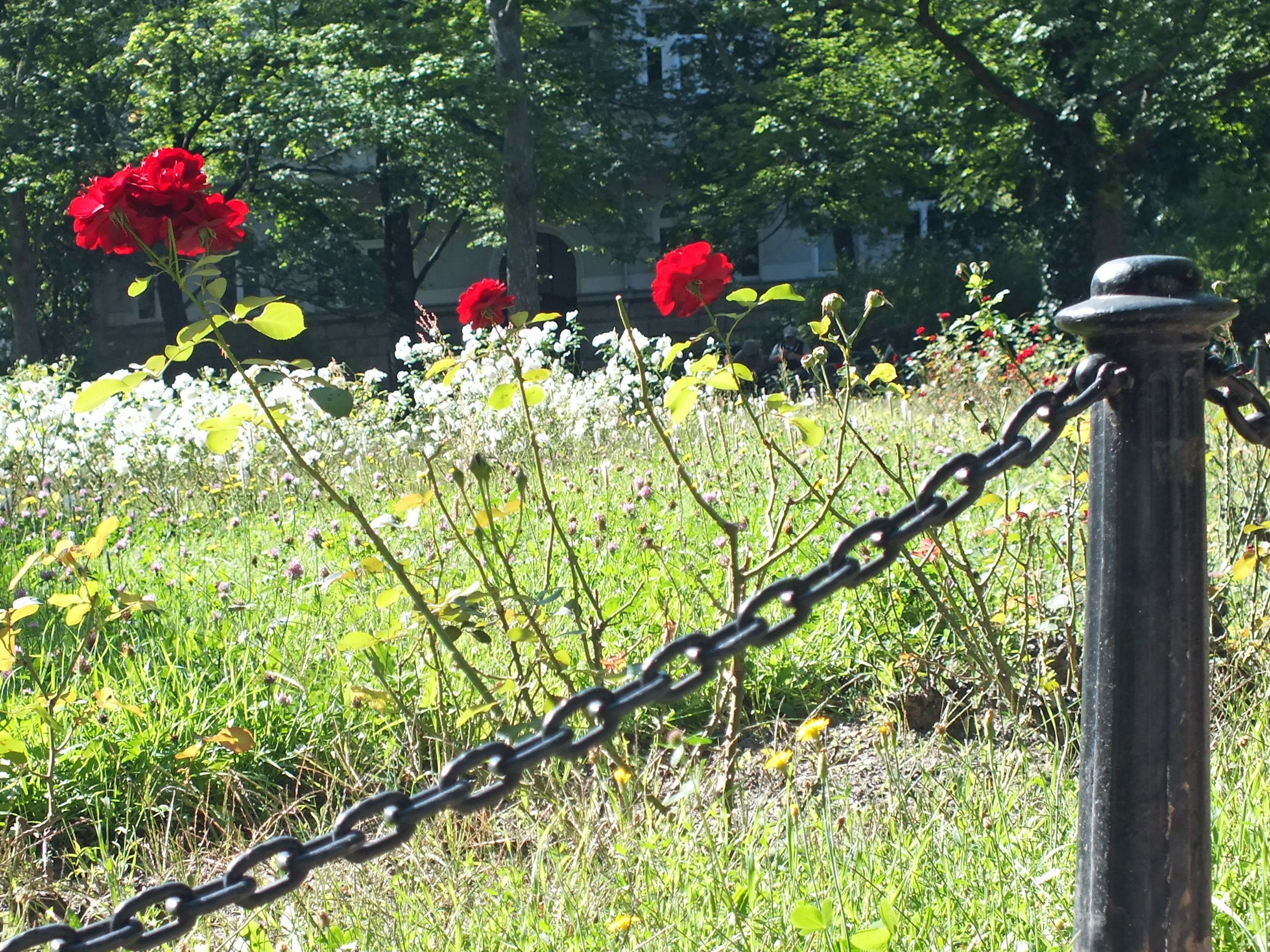
Am Rosenrondell
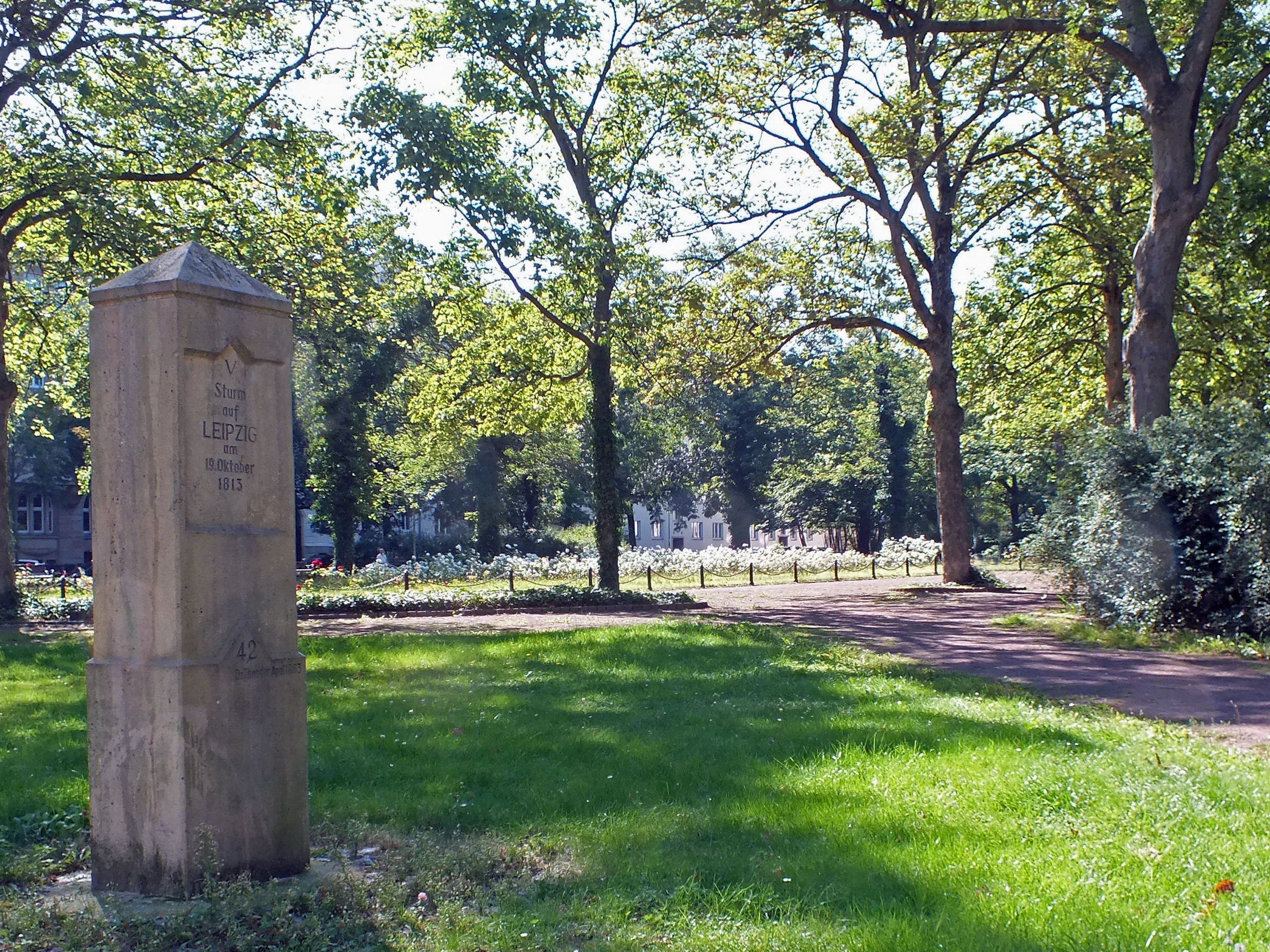
Der Apelstein
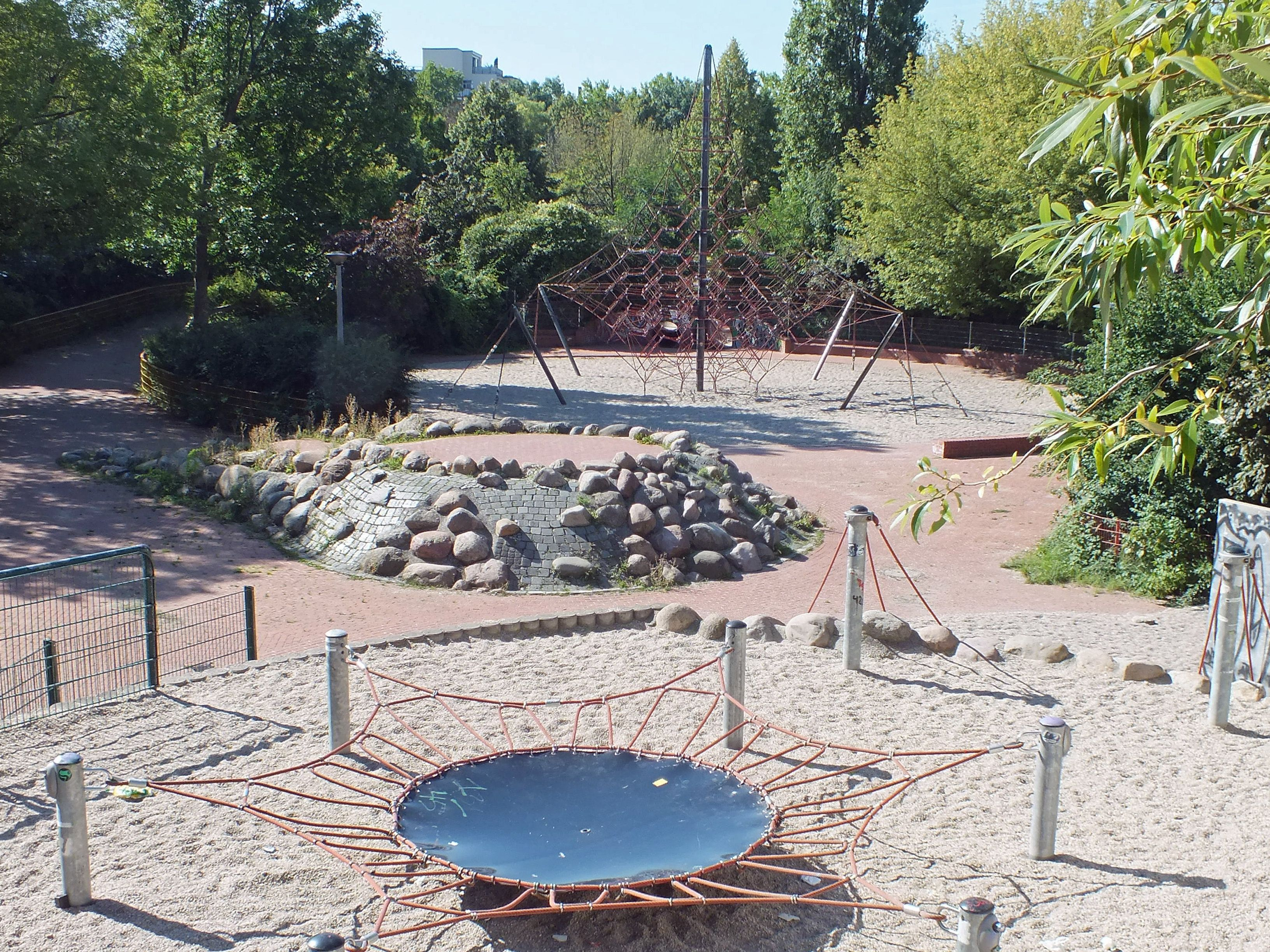
Spielgelände
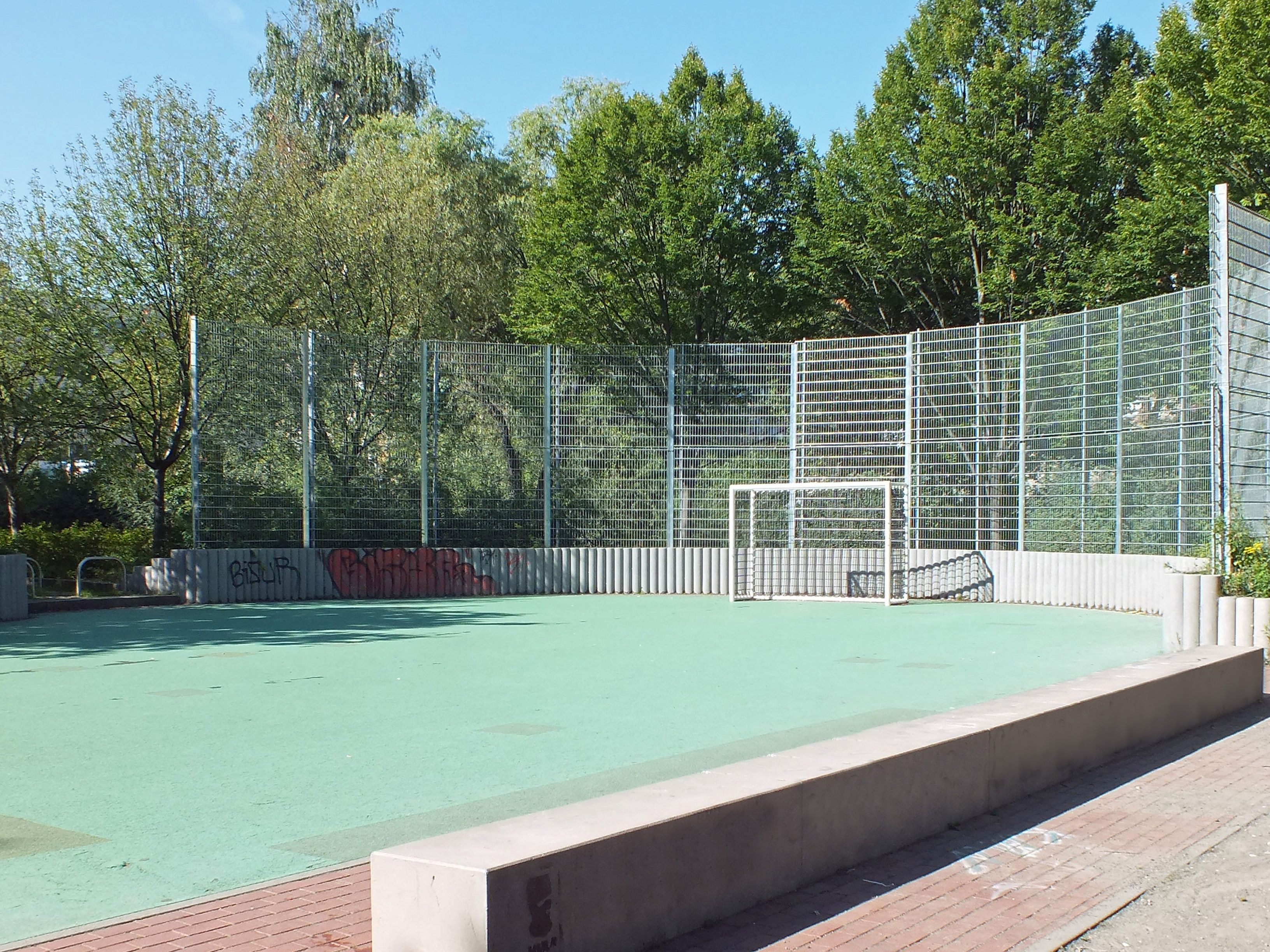
Fußballplatz

Die Ebene „Park- und Straßenbäume“ des offiziellen Leipziger Stadtplans weist für den Stephaniplatz über 200 Bäume aus. Die ältesten stammen von 1920. Am meisten sind Linden vertreten, von denen vier Arten vorkommen. Ahornarten gibt es sechs. Seltener sind die Ölweide und der Essigbaum. Der Parkführer zählt insgesamt über 20 Baumarten auf. Von den zahlreichen Sträuchern sind besonders die Felsenbirne, der Perücken-, und der Pfeifenstrauch sowie der Feuerdorn und die Prachtspiere zu nennen. In den Ruhebereichen des Platzes sind Parkbänke aufgestellt.

## Geschichte
Das Gebiet um den heutigen Stephaniplatz war bis gegen Ende des 19. Jahrhunderts unbebaut. Von 1851 bis 1871 verlief über das Gelände die alte Verbindungsbahn, welche den Dresdner Bahnhof mit dem Bayerischen Bahnhof verband. 1887 wurde an der Chausseestraße (heute Dresdner Straße) das Reudnitzer Rathaus errichtet und diesem über die Straße gegenüber ab 1890 in der Breite des heutigen Westteils nach Plänen des Leipziger Gartendirektors Otto Wittenberg (1834–1918) ein Schmuckplatz angelegt. Dieser reichte südlich bis zur VII. Bürgerschule und erhielt zunächst den Namen Platz vor der VII. Bürgerschule, bevor er 1900 in Stephaniplatz umbenannt wurde.

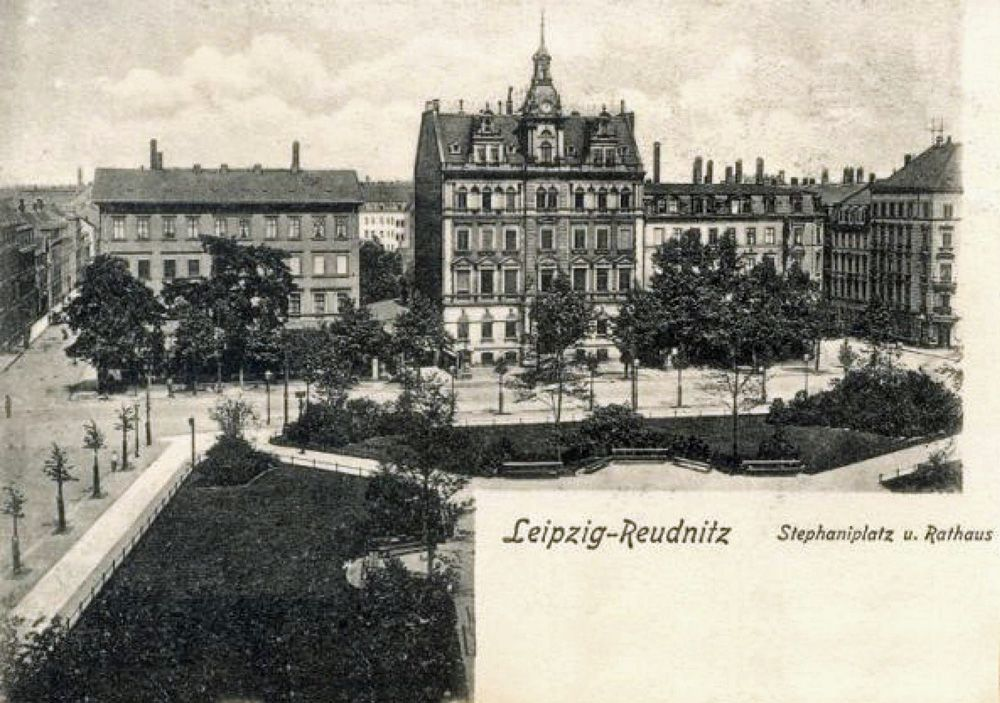
Der Stephaniplatz um 1900 mit dem Reudnitzer Rathaus
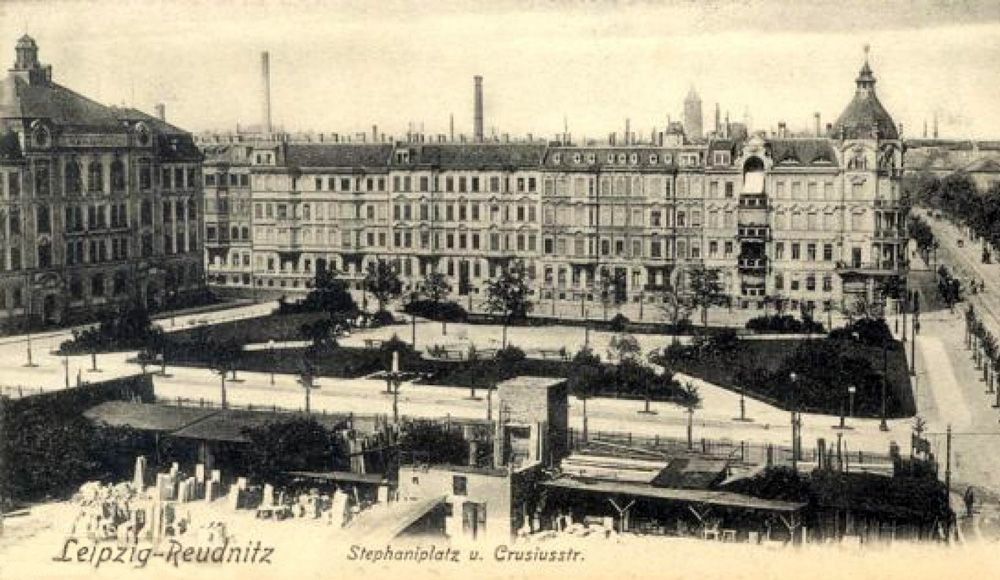
… und mit der VII. Bürgerschule
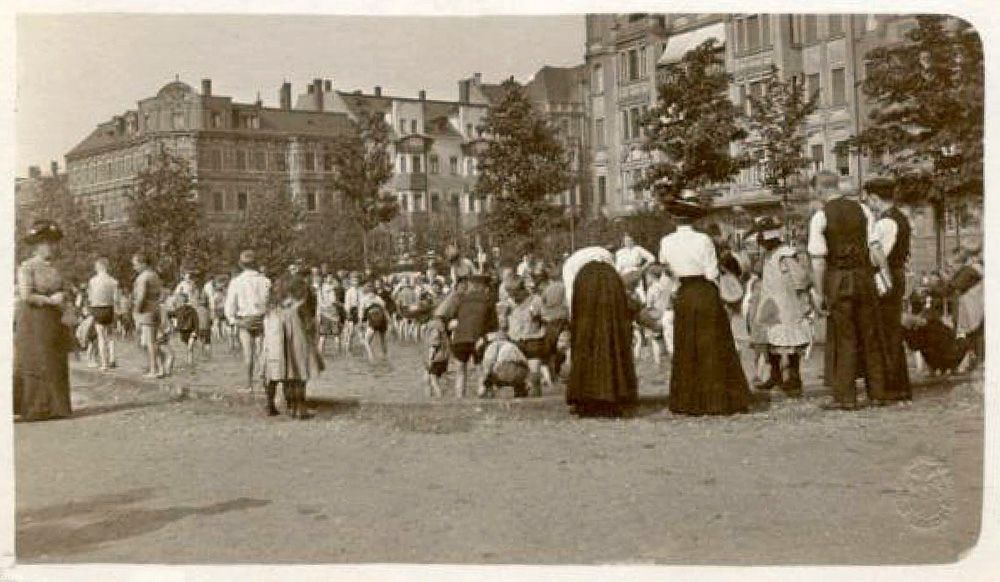
Hochbetrieb am Planschbecken um 1910

1907 wurde Gebiet östlich der Breitkopfstraße in den Stephaniplatz einbezogen und unter dem Leipziger Gartenbaudirektor Carl Hampel parkähnlich gestaltet. In der Mitte des neuen Teils befand sich an der Stelle des heutigen Rosenrondells ein Kinderplanschbecken.
Im Zweiten Weltkrieg wurden das Gebäude des ehemaligen Reudnitzer Rathauses und die Wohnhäuser entlang der Crusiusstraße zerstört und während der DDR-Zeit durch Plattenwohnbauten ersetzt. Die ebenfalls zerstörte Schule wurde nicht wieder aufgebaut, stattdessen der Park bis zum Täubchenweg erweitert.
In der Mitte des Platzes wurde Anfang der 1960er-Jahre ein Luftschutzbauwerk vom Typ SBW-300 mit 230 m² Nutzfläche errichtet. Die später als Anwohnergarage genutzte Anlage bot bei der Erneuerung des Parks 1991 die Möglichkeit, einen begrünten Hügel zu gestalten und die Spielplatzfläche terrassenförmig anzulegen. Zu dieser Zeit wurde auch aus dem ehemaligen Planschbecken das Rosenrondell.